# HMS Comus (1914)
HMS Comus là một tàu tuần dương hạng nhẹ thuộc lớp tàu tuần dương C của Hải quân Hoàng gia Anh Quốc, và thuộc về lớp phụ Caroline. Comus được chế tạo tại hãng đóng tàu Swan Hunter ở Wallsend. Nó được đặt lườn vào ngày 13 tháng 11 năm 1913; hạ thủy vào ngày 16 tháng 12 năm 1914 và đưa ra hoạt động vào ngày 15 tháng 5 năm 1915.
Vào giai đoạn đầu của Chiến tranh thế giới thứ nhất, Comus được phân về Hạm đội Grand, và nó đã đánh chìm chiếc tàu cướp tàu buôn Đức Greif vào ngày 29 tháng 12 năm 1916]]. Nó nằm trong thành phần Hải đội Tuần dương nhẹ 4 cùng với con tàu chị em HMS Caroline tham gia trận Jutland năm 1916 dưới quyền chỉ huy của thuyền trưởng, Đại tá Hải quân Alan Geoffrey Hotham.
Comus đã sống sót qua cuộc chiến, nhưng bị xem là đã lạc hậu trước khi Chiến tranh Thế giới thứ hai nổ ra. Nó được bán cho hãng Ward tại Barrow vào ngày 28 tháng 7 năm 1934 để tháo dỡ.